# Clifton McNeely
Clifton McNeely (nacido el 22 de junio de 1919 en Greenwood, Texas y fallecido el 26 de diciembre de 2003 en Irving, Texas) fue un jugador y entrenador de baloncesto estadounidense recordado por ser el primer jugador en aparecer como número 1 en el Draft de la NBA, competición que en aquellos años se denominaba BAA. A pesar de ello, nunca llegó a jugar como profesional.

## Trayectoria deportiva

### Universidad
Tras servir en el Cuerpo Aéreo del Ejército de los Estados Unidos durante la Segunda Guerra Mundial, sus años colegiales los pasó jugando con los Rams de la Universidad de Texas Wesleyan, donde en 1947 lideró al país en anotación, siendo elegido All-American. Años más tarde sería incluido en los Salones de la Fama de Texas High School, Panhandle Sports y Texas Wesleyan University.
Fue elegido como número 1 del Draft de la BAA de 1947 por Pittsburgh Ironmen, pero nunca llegó a jugar como profesional.

## Vida posterior
Tras renunciar a jugar como profesional y casarse con su mujer, Peggy Jean Gallagher, entrenó durante 13 años en el Pampa High School, llevando al equipo a disputar el campeonato estatal en seis ocasiones, ganándolo en 4. El gimnasio de la escuela se denomina McNeely Fieldhouse en su honor. Posteriormente ejerció diversos cargos en otros institutos hasta que se retiró definitivamente en 1985.
Falleció el 26 de diciembre de 2003 en su residencia de Irving (Texas).